# 短毛蓝钟花
短毛蓝钟花（学名：Cyananthus pseudo-inflatus）是桔梗科蓝钟花属的植物，为中国的特有植物。分布于中国大陆的四川、西藏等地，生长于海拔3,300米至4,100米的地区，多生长于林缘、灌丛或山坡草地，目前尚未由人工引种栽培。